# Цвеће и балони
„Цвеће и балони“ је југословенски филм из 1960. године. Режирала га је Мирјана Самарџић, а сценарио је писао Бранислав Ђуричић.

## Улоге
| Глумац           | Улога         |
| ---------------- | ------------- |
| Оливера Марковић | Цвећарка      |
| Божидар Стошић   | Чистац ципела |